# Japán címere

Japán címere

Japán címere vagy Japán császári címer, más néven krizantém pecsét (菊紋, kikumon), krizantémvirág pecsét (菊花紋, 菊花紋章, kikukamon, kikukamonshō) vagy császári krizantém címer (菊の御紋, kikunogomon), a japán császár és a császári család tagjai által használt mon.
Ez Japán egyik nemzeti jelképe, és az ország nemzeti címereként használják, például az útleveleken. A japán kormány egy másik jelképet, a Paulownia pecsétet használja.

## Története
A Meidzsi-kor előtt senki sem használhatta a császári pecsétet az uralkodót kivéve, akinek jelképe egy 16 szirmú krizantém volt, amelynek tizenhat másik szirmának csúcsa az első sor mögött látható. A császári család minden tagja a pecsét kissé módosított változatát használta. A sintó szentélyek vagy a császári pecsétet ábrázolták, vagy a pecsét elemeit építették be saját címereikbe.[forrás?]
A japán történelem korábbi szakaszában, amikor 1333-ban száműzték Go-Daigo császárt, aki megpróbálta megtörni a sógunátus hatalmát, saját címereként egy tizenhét szirmú krizantémot kezdett el használni, hogy megkülönböztesse magát az északi udvar Kógon császárától, aki továbbra is a 16 szirmú krizantémot, a császári mont használta.[forrás?]

## Leírása
A címer valójában egy aranysárga színű krizantém-csillag. A középső körből 16 látható szirom ágazik, de kiágazik még másik 16 szirom is, melyeknek csak a csúcsai láthatóak. A jelképet a császári család is használja zászlóin, illetve ez a minta látható a Krizantém-rend kitüntetésen is.
A császári család tagjai egy 14 szirmú változatot használnak, míg a 16 szirmú krizantémot az országgyűlés tagjainak kitüntetésein, útleveleken és más, a császár tekintélyét hordozó tárgyakon használják.

## Képek

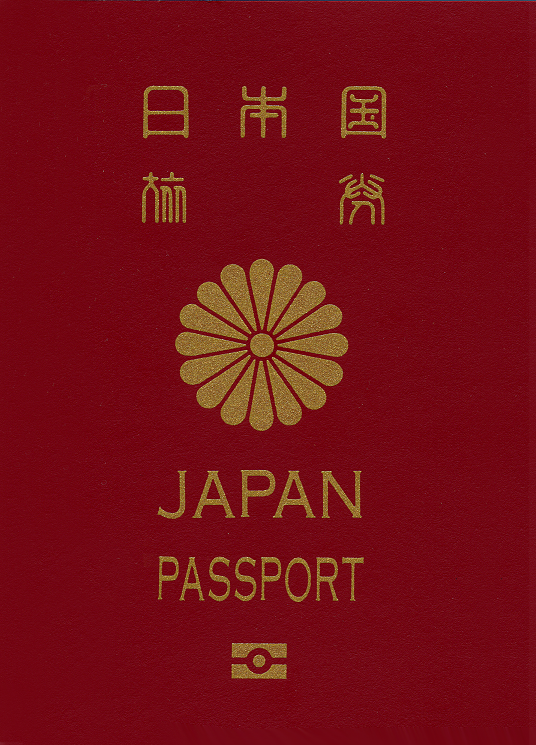
A japán útlevél borítóján lévő császári pecsét.
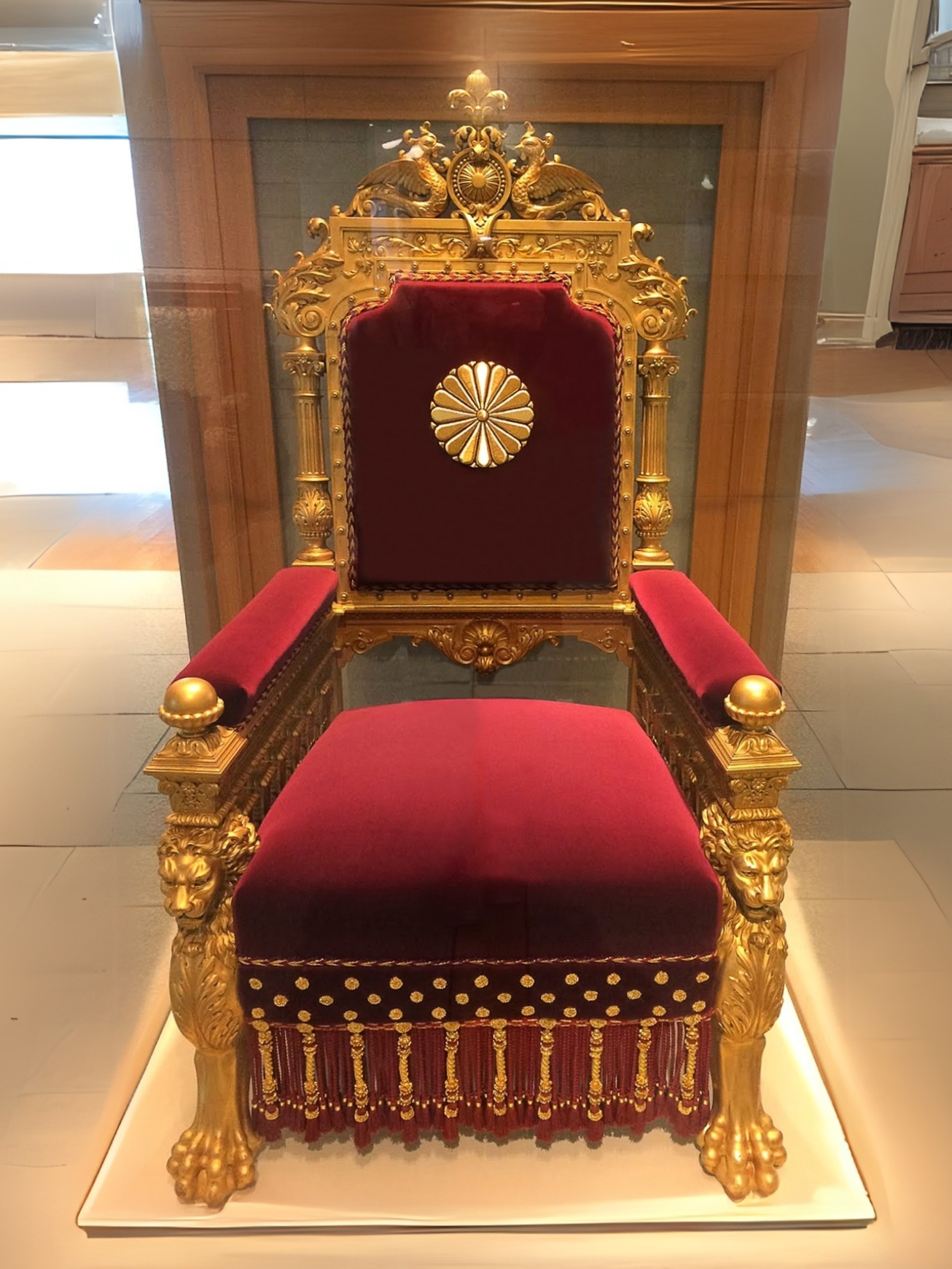
A japán császári trón.
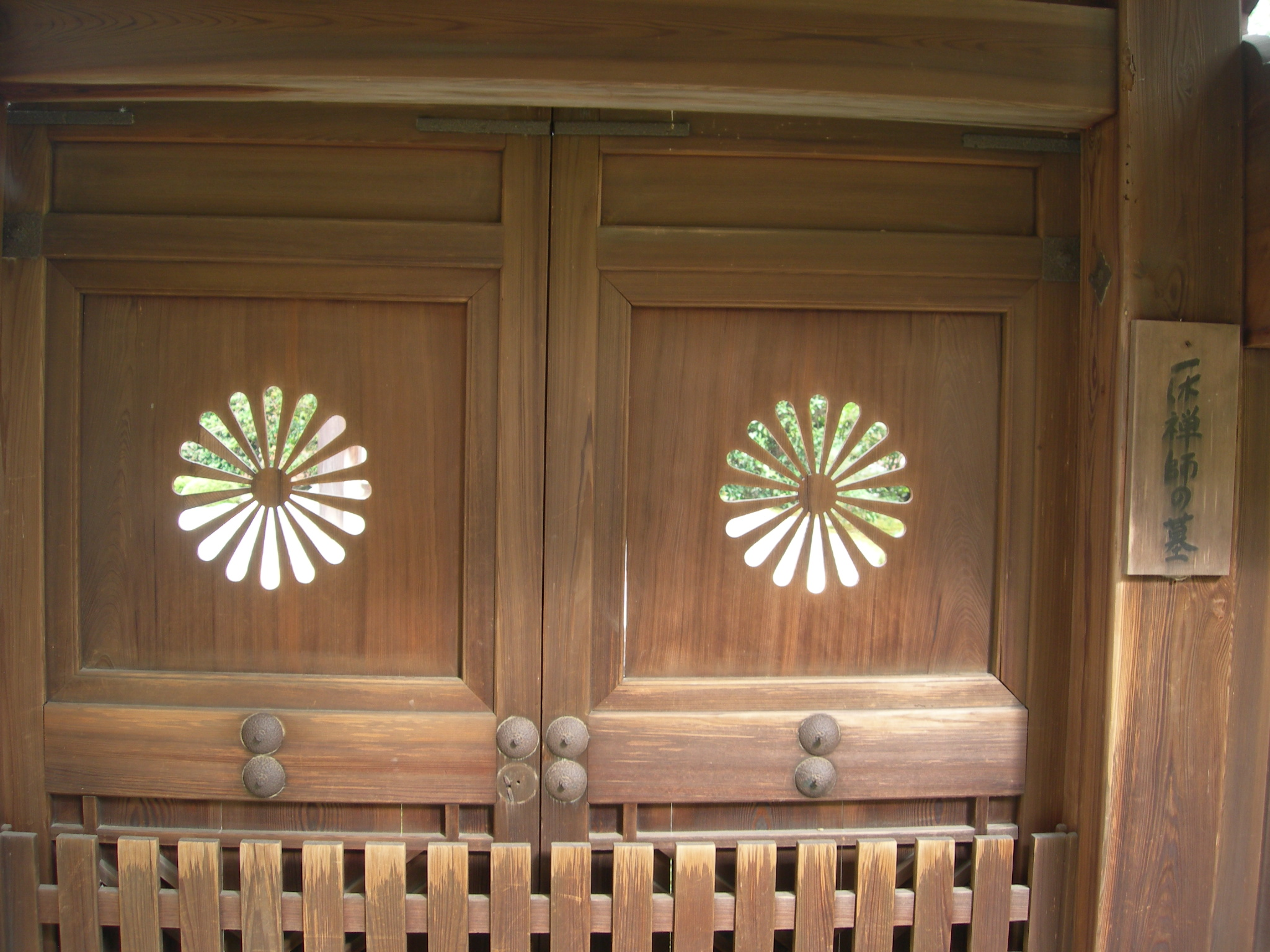
A kiotói Kyōtanabe sírkamra ajtaján.
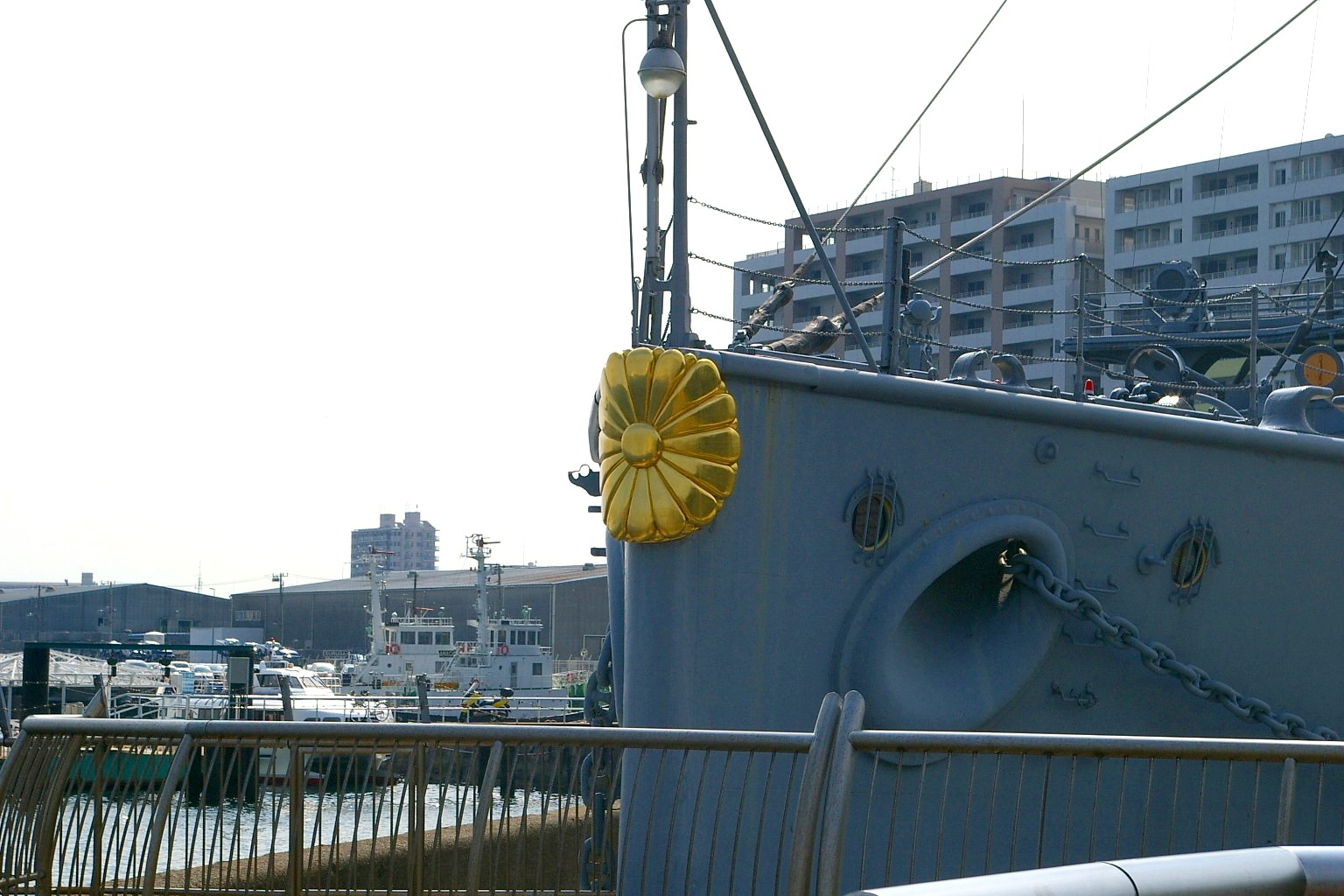
A Mikasza csatahajó orra.
A japán császárok zászlaja.
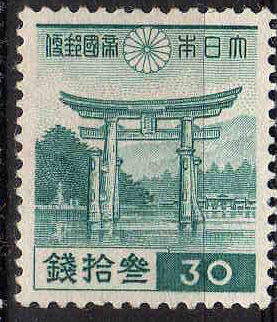
Mijadzsimai postabélyeg (1939).

## Fordítás
Ez a szócikk részben vagy egészben  az   Imperial Seal of Japan című angol Wikipédia-szócikk ezen változatának fordításán alapul.  Az eredeti cikk szerkesztőit annak laptörténete sorolja fel. Ez a jelzés csupán a megfogalmazás eredetét és a szerzői jogokat jelzi, nem szolgál a cikkben szereplő információk forrásmegjelöléseként.